# Mélusine Mallender
 (octobre 2023).
Si vous disposez d'ouvrages ou d'articles de référence ou si vous connaissez des sites web de qualité traitant du thème abordé ici, merci de compléter l'article en donnant les références utiles à sa vérifiabilité et en les liant à la section « Notes et références ».
Mélusine Mallender est une aventurière et écrivaine française. Elle parcourt le monde majoritairement seule, et à moto. Féministe et humaniste, elle interroge les femmes des pays traversés sur leur conception de la liberté.  

## Biographie
Elle a intégré la Société des explorateurs français.  
Elle fait partie du Human Adaptation Institute, fondé par l'explorateur Christian Clot, un institut de recherche-action qui étudie les capacités humaines d'adaptation. 

## Principales expéditions
En 2009, elle part en Patagonie (Chili et Argentine) avec l’expédition Hielo Continental : 6 mois d'immersion à pied et en Kayak, avec l'explorateur franco-suisse Christian Clot, sur les traces des indiens de Patagonie (Kaweskars et Tehuelches).
En 2010, elle réalise « Back to Japan », une expédition pour ramener sa vieille moto Honda dans son pays d'origine.
En 2011, elle va en Kirghizistan « Sur les routes persanes », en traversant l'Iran, accompagnée de Christian Clot.
En 2014, elle effectue une traversée en Afrique de l'Est, dans des pays marqués par les problématiques de l'excision, la reconnaissance étatique, la force du devoir de mémoire.
En 2019, elle organise une expédition en Amérique latine.
De mars à avril 2021, avec le Human Adaptation Institute, elle co-organise l'expédition Deep Time : 15 volontaires passent 40 jours enfermés dans la grotte de Lombrives, en Ariège, sans repères temporels. Elle passe elle-même quelques jours dans la grotte avec l'équipe, au début de l'expédition. 

## Ouvrages
- Les Voies de la liberté, 2020[7], collaboratrice Marion Cocquet, Robert Laffont,  (ISBN 9782221243176)
- Femmes d'Aventures[8], récits collectifs, 2022 (avec Aurore Asso, Daphné Buiron, Katell Faria, Mélusine Mallender, Catherine Maunoury, Justine Piquemal Muzik et Priscilla Telmon), Editions Points,  (ISBN 9782757894767)
- Back to Japan[9], 2022, dessin de Clémentine Fourcade, autrices : Mélusine Mallender et Laure Garancher, Nathan Bande Dessinée,  (ISBN 9782092494646)

## Filmographie
- Ne te dégonfle pas. Amérique du Sud[10], de Mélusine Mallender et C. Clot, 4 x 52 min, Darwin Production – Voyage (2020)
- Au Cœur des extrêmes, de Christian Clot et Mélusine Mallender, 1 x 90 min et 1 x 65 min, Darwin Production - Ushuaïa TV (2019)
- Ne te dégonfle pas. Les Voix de la liberté, de M. Mallender et C. Clot, 1 x 52 min, Darwin Production – Voyage (2019)
- Ne te dégonfle pas. Asie du Sud-Est, de M. Mallender et C. Clot, 4 x 52 min, Darwin Production – Voyage (2018)
- Ne te dégonfle pas. Afrique de l'Est, de M. Mallender, C. Clot et N. Thomä (montage), 3 × 52 min, Darwin Production – Voyage (2014).
- Un jour il faut partir, de M. Mallender, C. Clot et N. Thomä (montage), 56 min, Darwin Production – Voyage (2014).
- Les Routes persanes, de M. Mallender, C. Clot et N. Thomä (montage), 58 min, Darwin Production – Voyage (2014)
- Ne te dégonfle pas. Amérique du Sud, de M. Mallender et C. Clot, 4 x 52 min, Darwin Production – Voyage (2020)
- Deep Time, 40 jours au-delà du temps de M. Mallender et C. Clot, Darwin Production - 2023

## Distinctions
- Prix de l’Aventurière au Festival international du film d’aventures de La Rochelle en 2018 pour son film documentaire Les voies de la liberté, réalisé avec Christian Clot[11]
- Prix Pierre Loti 2021 pour son ouvrage Les Voies de la liberté, paru chez Robert Laffont[12]